# Družba Isusova (2004.)
Družba Isusova, hrvatski dugometražni film iz 2004. godine.